# الباهة (لمحارير)
الباهة هو دُوَّار يقع بجماعة خط أزكان، إقليم آسفي، جهة مراكش آسفي في المملكة المغربية. ينتمي الدوّار لمشيخة لمحارير التي تضم 13 دوار. يقدر عدد سكانه بـ 158 نسمة حسب الإحصاء الرسمي للسكان والسكنى لسنة 2004.

## روابط خارجية
- البوابة الوطنية للجماعات الترابية
- المندوبية السامية للتخطيط